# Massacre de Wola

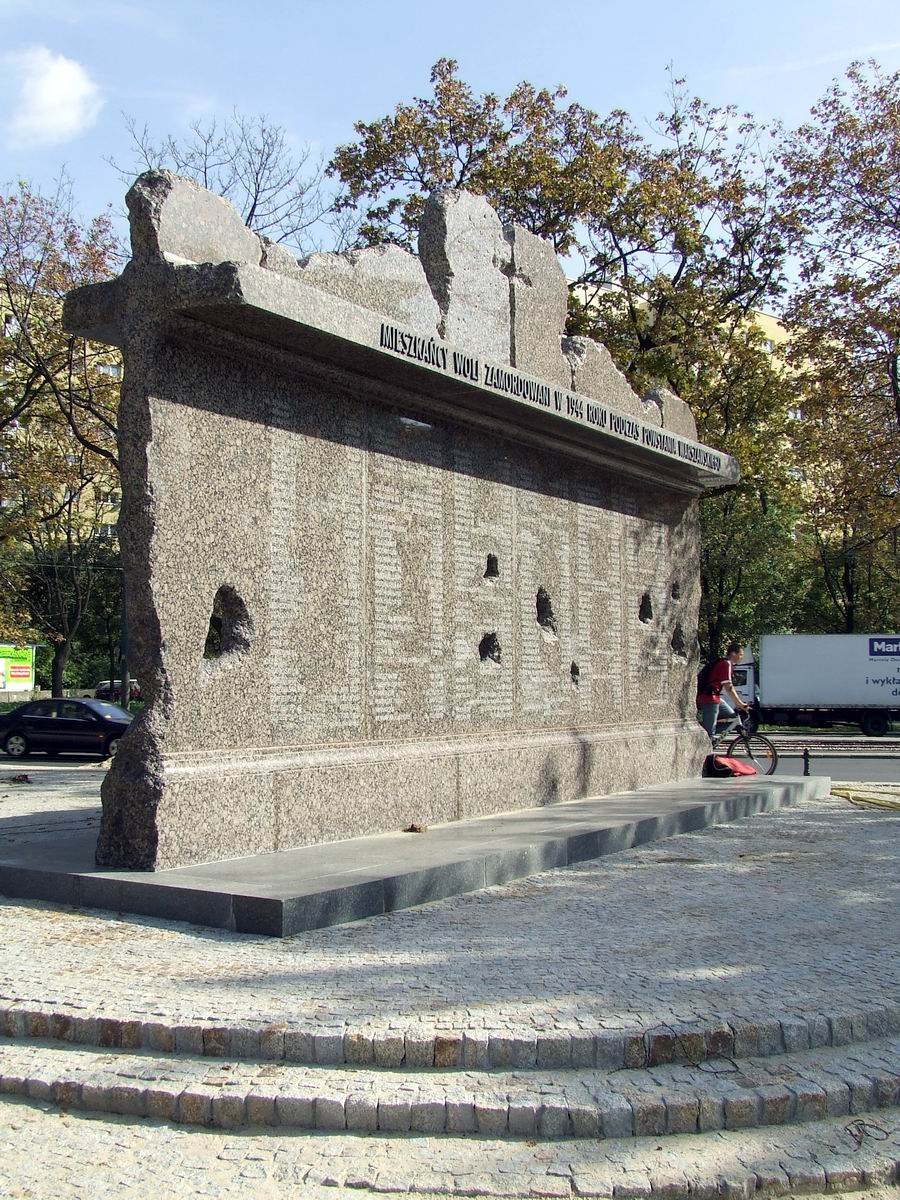
Monument commemoratiu en un dels llocs on va tenir lloc una execució massiva.

La massacre de Wola - en polonès Rzeź Woli - fou una massacre que va tenir lloc entre el 5 i el 8 d'agost del 1944 al barri de Wola, a Varsòvia, i representa la massacre puntual més gran de la història de Polònia. Segons diferents fons, entre 40.000 i 100.000 civils i presoners de guerra polonesos foren assassinats per les tropes alemanyes durant la repressió de la sublevació de Varsòvia. Els alemanys intentaren posar fi ràpidament a la sublevació mitjançant l'ús del terror contra els habitants de Varsòvia, amb l'objectiu de fer acabar l'aixecament sense haver de recórrer al combat urbà.

## La massacre
Les tropes alemanyes, sobretot d'unitats de la policia de seguretat i d'unitats de càstig, com la brigada de les SS Dirlewanger, agafaren i executaren indiscriminadament molts habitants del barri de Wola, incloent-hi ancians, dones i nens, així com els insurrectes fets presoners. En les execucions massives foren morts també els pacients i el personal dels hospitals locals, alguns dels quals foren cremats fins i tot vius. L'objectiu d'aquesta política era acabar amb la voluntat de lluita dels polonesos i aixafar l'aixecament sense haver de recórrer a combatre en un entorn urbà.
El 5 d'agost els alemanys començaren a avançar dividits en tres grups en direcció oest al llarg dels carrers de Wolska i Górczewska cap a la línia principal de comunicacions de l'Avinguda de Jersualem (Aleje Jerozolimskie en polonès). Foren detinguts en l'avanç, però els regiments de Heinz Reinefarth i Oskar Dirlewanger començaren a acomplir les ordres rebudes de Himmler: rere la línia del front tot de grups especials de tropes de les SS i de la policia foren casa per casa detenint i disparant els habitants.
Martin Gilbert descriu els fets al seu llibre La Segona Guerra Mundial(vol. 2):

Cap al 5 d'agost més de quinze mil civils polonesos havien estat assassinats a Varsòvia pels soldats alemanys. A les 5.30 de la tarda el general von dem Bach Zelewski donà l'ordra de detenir les execucions de dones i nens, però els homes continuaren essent assassinats sense que ningú s'amoïnés per esbrinar si es tractava d'insurrectes o no. Els cosacs i els convictes de Kaminski ignoraren l'ordre de von dem Bach Zelewski: es feren camí a través dels suburbis de Wola i d'Ochota mitjançant la violació, l'assassinat, la tortura i el foc, matant durant tres dies de carnisseria uns altres trenta mil civils més, incloent centenars de pacients a cada hospital que trobaven al seu camí.
Paral·lelament, els batallons insurrectes polonesos Zośka i Wacek aconseguiren capturar les ruïnes del Gueto de Varsòvia i el camp de concentració. Aquesta àrea es convertí en el principal punt d'enllaç de les comunicacions entre els insurrectes que lluitaven a Wola i els que defensaven la ciutat vella de Varsòvia. El 7 d'agost de 1944 els alemanys començaren a rebre carros de combat i feren servir les dones com escuts humans. Després de dos dies de durs combats, els alemanys aconseguiren dividir Wola en dues parts i arribar fins a la plaça Bankowy.
La massacre acabà quan Hitler ordenà que els civils capturats fossin enviats a camps de concentració.